# Manuel Rey Busto
Manuel Rey Busto (Santiago de Compostela, 1902 - Lugo, 25 de febrero de 1985) fue un médico y político español.

## Biografía
Hijo de Francisco Rey Villanueva y Adelaida Busto, como estudiante de medicina en la Universidad de Santiago de Compostela impulsó la creación de la Residencia de Estudiantes y fue presidente de la Asociación de Estudiantes Compostelanos en 1927, cargo que dimitió en enero del año siguiente. Fue presidente del Club Deportivo Rápido, y también colaboró con periódicos como El Compostelano, El Eco de Santiago y Eco de Galicia. Se licenció en medicina en 1934 y fue ayudante de prácticas en la Facultad de Medicina.  
Durante la Segunda República, militó en el Partido Republicano Radical Socialista, del que fue elegido miembro de la junta directiva local de Santiago de Compostela, presidida por Xesús San Luís Romero, en septiembre de 1931, y posteriormente en la Unión Republicana, de la que fue nombrado presidente en Santiago el 9 de julio de 1936, con Rafael Frade Peña como secretario general.
Tras el golpe de Estado del 18 de julio de 1936, Rey Busto fue destituido en agosto y purgado, con la consiguiente inhabilitación absoluta para acceder a todas las universidades españolas. Durante el franquismo, ingresó en el Cuerpo de Médicos de Asistencia Domiciliaria Pública y abrió un dispensario en la calle Vilar de Santiago de Compostela. En 1939, inauguró una consulta gratuita para personas sin recursos. En 1944 fue nombrado médico municipal de Lorenzana. Tras la muerte del guerrillero Luís Trigo Chao en 1948, fue procesado. Posteriormente, ejerció como médico en San Tirso de Abres y Riotorto.  
Pasó sus últimos años en Ribadeo y falleció en Lugo el 25 de febrero de 1985.